# Flughafen Churchill

i7
i11
i13
Der Churchill Airport (IATA-Code: YYQ; ICAO-Code: CYYQ) liegt 5,6 km ostsüdöstlich von Churchill (Manitoba), Kanada. Er hat zwei Landebahnen eine mit Kiesbelag und einer Länge von 1219 Meter, und eine mit Asphaltbelag und einer Länge von 2003 Metern.
Der Flughafen bedient die Stadt Churchill und die umliegende Region. Obwohl es sich um einen kleinen Inlandsflughafen handelt, werden das ganze Jahr über relativ viele Passagiere abgefertigt, da Churchill ein wichtiges Ziel für Ökotourismus und wissenschaftliche Forschung ist. Der Flughafen Churchill dient auch als Transferflughafen für Passagiere und Fracht, die zwischen Winnipeg und abgelegenen Gemeinden in der Region Kivalliq, Nunavut befördert werden.

## Geschichte
Der Flughafen war ursprünglich Teil der Militäranlage Fort Churchill, die während des Zweiten Weltkriegs von den United States Army Air Forces mit Genehmigung der kanadischen Regierung errichtet wurde. Die Einrichtungen in Fort Churchill unterstützten ab den 1950er Jahren die kanadischen und amerikanischen Operationen der nahe gelegenen Churchill Rocket Research Range. Der Flughafen in Fort Churchill diente später als strategische Luftkommandobasis, in der das 3949. Luftwaffenstützpunktgeschwader der 813. strategischen Luft- und Raumfahrtdivision untergebracht war. Die 2803 m lange asphaltierte Start- und Landebahn wird noch immer gepflegt und der Flughafen dient als Ausweichflughafen für Düsenflugzeuge bis zur Größe einer Boeing 747 oder Boeing 777, bei denen eine Notlandung erforderlich wird.

## Zwischenfälle
- Am 13. November 1979 mussten die Piloten einer Curtiss C-46F-1-CU Commando der kanadischen Lambair  (Luftfahrzeugkennzeichen C-GYHT) zum Ausgangspunkt zurückkehren, dem Flughafen Churchill, da sie durch einen Anstieg der Öltemperatur des Motors Nr. 1 und einen Abfall des Öldrucks dazu gezwungen waren. Im Sinkflug konnte das Flugzeug die Höhe nicht halten und musste etwa einen Kilometer nordwestlich der Landebahn in unwegsamem Gelände notgelandet werden. Berichten zufolge war das Flugzeug überladen. Alle Insassen überlebten den Unfall. Das Flugzeug wurde irreparabel beschädigt.[6]